# Lenka Ptáčníková
Lenka Ptáčníková est une joueuse d'échecs tchèque puis islandaise née le 16 février 1976 en Tchécoslovaquie. Elle est affiliée à la fédération islandaise depuis 2004.
Au 1er janvier 2018, elle est la numéro un islandaise avec un classement Elo de 2 218 points.

## Biographie et carrière
Grand maître international féminin depuis 2000, elle a été deux fois championne de la république tchèque (en 1994 et 1996) et a remporté le championnat d'Islande à neuf reprises depuis 2006. Elle a remporté le championnat des pays nordiques en 2005 à Vammala, 2007 et 2017.

## Compétitions par équipe
Lenka Ptáčníková a participé à toutes les olympiades d'échecs fémiines depuis 1994, d'abord avec la République tchèque (jusqu'en 2002), puis avec l'Islande (toujours au premier échiquier),.
Elle a joué pour l'Islande au championnat d'Europe d'échecs des nations en 2005, 2013 et 2015.